# 이언 포터필드
존 "이언" 포터필드 (John "Ian" Porterfield, 1946년 2월 11일 ~ 2007년 9월 11일)는 스코틀랜드 출신의 전 축구 선수 및 지도자이다.

## 선수 생활
이언 포터필드는 1946년 스코틀랜드의 던펌린 주에서 태어나 1964년 스코틀랜드 리그의 레이스 로버스 FC에서 프로축구 선수 생활을 시작했다. 1967년 잉글랜드 2부 리그에 속해 있던 선덜랜드 AFC로 이적해 77년까지 10년간 뛰었는데, 특히 1973년의 FA컵 결승전 에서는 당시의 강호였던 리즈 유나이티드를 상대로 우승을 확정짓는 결승골을 터뜨려 우승컵의 주인공이 되었다.
1976년 레딩 FC로 임대되기도 하였고, 이듬해인 1977년 셰필드 유나이티드로 이적해 그곳에서 1979년 선수생활을 마쳤지만 1973년 FA컵 결승골의 임팩트가 커 선수 시절의 선덜랜드의 영웅으로 기억되고 있다.

## 감독 생활
1979년 로더럼 유나이티드 FC의 감독으로 임명되며 지도자 생활을 시작한 그는, 1981년 셰필드 유나이티드를 거쳐 1986년 애버딘 FC(스코틀랜드)의 감독이 되었다. 이 때 애버딘의 전 감독이 알렉스 퍼거슨 경이었던 인연으로, 두 사람은 포터필드의 사망 때까지 친분을 유지하였다.
1989년 레딩 FC의 감독을 거쳐 1991년에는 첼시 FC의 감독이 되었는데, 이 때까지만 해도 첼시 FC는 지금의 강팀과는 거리가 있었던 것이 사실이지만 주로 스코틀랜드 리그의 팀과 잉글랜드 2부 리그의 팀을 맡았던 것에 비하면 비약적 발전이라 할 만했다. 그러나 그는 첼시에서의 감독직을 마지막으로, 영국에서의 감독 생활을 접고 전 세계를 돌며 영국식 축구의 전도사 역할을 자처하기 시작했다.
그리하여 잠비아, 짐바브웨, 오만, 트리니다드 토바고 등 상대적으로 축구 약체에 속하는 대표팀을 오가며 감독직을 수행하였고, 2003년에는 대한민국 K리그의 부산 아이콘스의 감독으로 부임해 2004년 FA컵 우승, 2005년 전기리그 우승 및 AFC 챔피언스리그 4강 등의 혁혁한 성과를 내기도 했다. 그러나 이듬해 성적 부진으로 사퇴한 후, 아르메니아 대표팀의 감독으로 선임되어 활약하던 중 2007년 직장암으로 사망했다. 향년 62세
사후 그의 유해는 선덜랜드 AFC의 홈 구장인 빛의 구장의 피치 아래에 묻혔다. 이는 선수 시절 FA컵 우승을 견인한 클럽의 전설로서의 예우라고 선덜랜드는 밝혔다.